# Adrienne Fichter

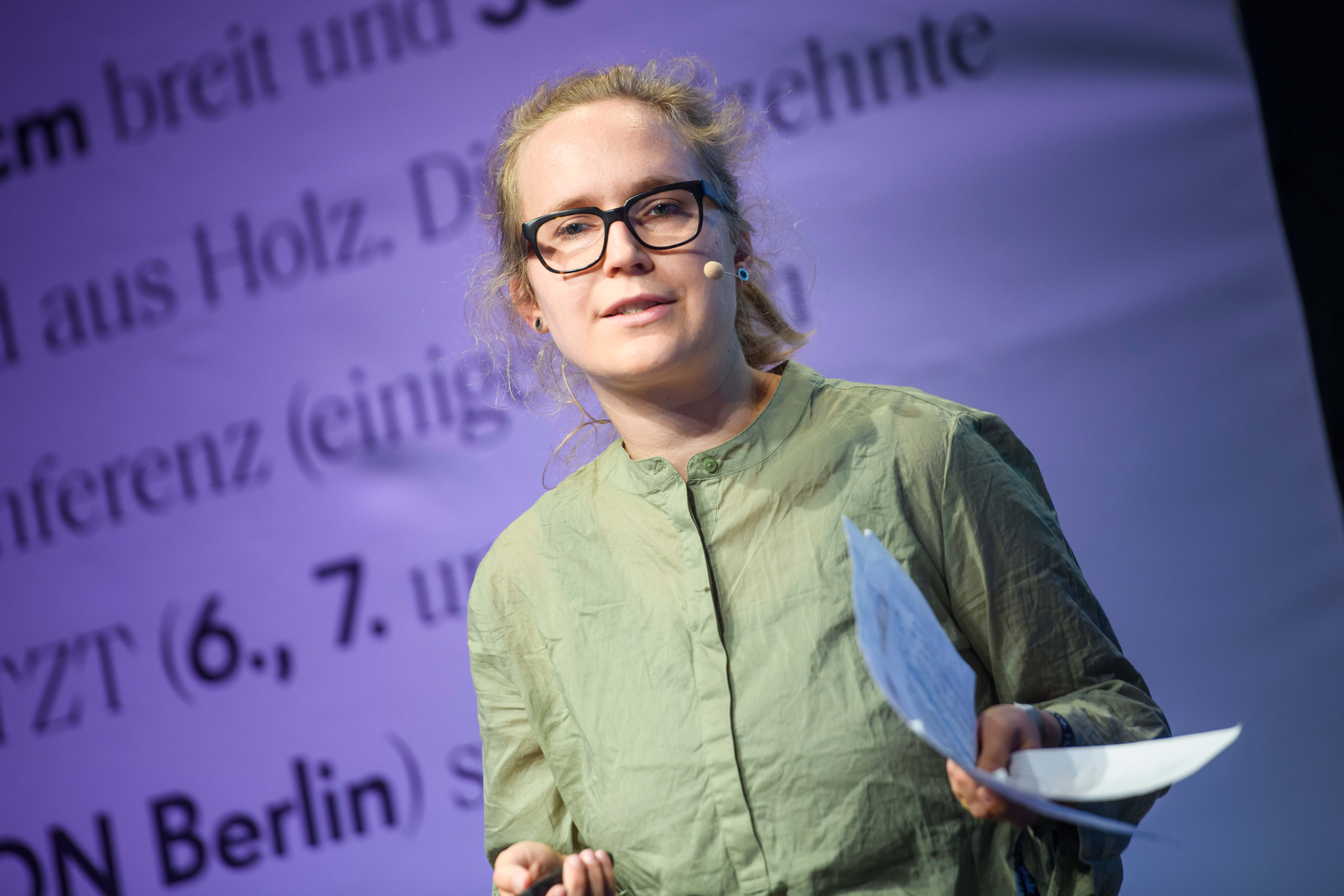
Adrienne Fichter auf der re:publica 2019

Adrienne Fichter (* 1984) ist eine Schweizer Politologin und Journalistin beim Online-Magazin Republik und beim Tech-Journalismus-Blog Das Netz ist politisch. Im Jahr 2021 wurde sie zur Schweizer «Recherchejournalistin des Jahres» gewählt.

## Leben
Adrienne Fichter absolvierte ein Masterstudium in Politikwissenschaft, Wirtschafts- und Sozialgeschichte sowie Staatsrecht an der Universität Zürich.
2009 baute Fichter als Mitgründerin und Community-Managerin das Web-Startup politnetz.ch auf, das 2012 mit dem Data Journalism Award und 2013 mit dem Grimme Online Award ausgezeichnet wurde. Von 2012 bis 2014 war sie als Social-Media-Redaktorin bei der Wirtschaftsauskunftei Orell Füssli Wirtschaftsinformationen (heute CRIF AG) tätig. Danach arbeitete sie von 2014 bis 2016 als Social-Media-Redaktionsleiterin bei der Neuen Zürcher Zeitung.
Fichter ist als Dozentin und Referentin an der Fachhochschule St. Gallen und der Universität Zürich tätig. 2017 gab sie beim Verlag NZZ Libro das Buch Smartphone-Demokratie heraus, bei dem sie auch als Co-Autorin mitwirkte. 2020 gab sie das Buch Das Netz ist politisch – Teil 1 heraus.

## Auszeichnungen
2018 belegte Fichter den zweiten Platz in der Rubrik Gesellschaftsjournalist/-in des Jahres, bei dem die Leser der Fachzeitschrift Schweizer Journalist jährlich mitbestimmen. 2020 belegte sie ebenda den ersten Platz in der Rubrik Recherche. 2023 gewann sie gemeinsam mit Ivan Ruslyannikov den Zürcher Journalistenpreis für ihre Recherche zum russischen Big Tech-Unternehmen Yandex.

## Publikationen (Auswahl)
- als Herausgeberin und Autorin: Smartphone-Demokratie. Zürich, NZZ-Libro, 2017, ISBN 978-3-03810-278-6.
- Das Netz ist politisch. Teil I. Kölliken, Buch & Netz, 2021.